# Discovery (ELO-Album)
Discovery (englisch für „Entdeckung“) ist das achte Studioalbum der britischen Rockband Electric Light Orchestra, das im Mai 1979 erschien.

## Entstehung und Veröffentlichung
Die Erstveröffentlichung von Discovery erfolgte am 31. Mai 1979 bei Jet Records. Das Album erschien in seiner Originalausführung als LP (Katalognummer: FZ 35769) und MC (Katalognummer: JETCX 500) mit neun Titeln. Im Jahr 1983 erschien es erstmals als CD-Ausführung (Katalognummer: CDJETLP500). Im Juni 2001 erschien das Album im Zuge der „Electric Light Orchestra Collection“ erneut auf CD, allerdings mit dem Bonustitel Little Town Flirt sowie Demoaufnahmen zu On the Run und Second Time Around.
Geschrieben und produziert wurden alle Lieder alleine von ELO-Mitglied Jeff Lynne, lediglich der spätere Bonustitel Little Town Flirt wurde nicht von ihm geschrieben. Bei Little Town Flirt handelt es sich um eine Coverversion, die im Original von Del Shannon stammt.

## Artwork
Für das Frontcover des Albums wurde wiederum das bereits von den Alben Out of the Blue und zuvor A new world record bekannte Raumschiff verwendet, das hier jedoch wie ein Spielzeug in Händen eines neugierig darauf blickenden, einen Turban tragenden jungen Mannes dargestellt wird. Die gesamte Szenerie wird jedoch erst deutlich, wenn das Doppelcover aufgeklappt wird: Im Hintergrund zieht ein Mann seinen Säbel. Die Innenseite des Covers stellt die Flucht des Jungen mit dem Raumschiff im Arm vor drei säbelschwingenden Reitern in der Wüste dar.
Die Plattenhülle selbst zieren Schwarzweißfotos von Jeff Lynne, Bev Bevan, Richard Tandy und Kelly Groucutt sowie die Texte der enthaltenen Titel.

## Stil
Die Band entwickelte sich mit diesem Album weg von der Rock- und hin zur Disko-Musik.

## Titelliste
Seite A
1. Shine a Little Love (Jeff Lynne) – 4:43
2. Confusion (Lynne) – 3:42
3. Need Her Love (Lynne) – 5:11
4. The Diary of Horace Wimp (Lynne) – 4:18

Seite B
1. Last Train to London (Lynne) – 4:33
2. Midnight Blue (Lynne) – 4:21
3. On the Run (Lynne) – 3:55
4. Wishing (Lynne) – 4:13
5. Don’t Bring Me Down (Lynne) – 4:05

Bonustitel (2001)
1. On The Run (Home Demo) – 	0:59
2. Second Time Around (Home Demo) – 0:41
3. Little Town Flirt (Maron McKenzie, Del Shannon) – 	2:53

## Kommerzieller Erfolg

### Chartplatzierungen
Discovery avancierte zum Nummer-eins-Erfolg in Norwegen und dem Vereinigten Königreich. Im Vereinigten Königreich war es ihr erstes Nummer-eins-Album, von mehreren die folgten.
| ChartsChartplatzierungen       | Höchstplatzierung | Wochen/ Monate |
| ------------------------------ | ----------------- | -------------- |
| Deutschland (GfK)              | 7 (73 Wo.)        | 73 Wo.         |
| Österreich (Ö3)                | 3 (15 Mt.)        | 15 Mt.         |
| Vereinigte Staaten (Billboard) | 5 (35 Wo.)        | 35 Wo.         |
| Vereinigtes Königreich (OCC)   | 1 (45 Wo.)        | 45 Wo.         |

| ChartsJahrescharts (1979) | Platzierung |
| ------------------------- | ----------- |
| Deutschland (GfK)         | 22          |
| Österreich (Ö3)           | 6           |

| ChartsJahrescharts (1980) | Platzierung |
| ------------------------- | ----------- |
| Deutschland (GfK)         | 8           |
| Österreich (Ö3)           | 2           |

### Auszeichnungen für Musikverkäufe
| Land/Region                  | Auszeichnungen für Musikverkäufe (Land/Region, Auszeichnung, Verkäufe) | Verkäufe  |
| ---------------------------- | ---------------------------------------------------------------------- | --------- |
| Argentinien (CAPIF)          | 2× Platin                                                              | 80.000    |
| Australien (ARIA)            | 4× Platin                                                              | 200.000   |
| Deutschland (BVMI)           | Gold                                                                   | 250.000   |
| Frankreich (SNEP)            | Gold                                                                   | 100.000   |
| Hongkong (IFPI/HKRIA)        | Platin                                                                 | 20.000    |
| Kanada (MC)                  | 3× Platin                                                              | 300.000   |
| Neuseeland (RMNZ)            | Platin                                                                 | 15.000    |
| Vereinigte Staaten (RIAA)    | 2× Platin                                                              | 2.000.000 |
| Vereinigtes Königreich (BPI) | Platin                                                                 | 300.000   |
| Insgesamt                    | 2× Gold · 14× Platin ·                                                 | 3.265.000 |